# Zázvorníkotvaré
Zázvorníkotvaré, někdy též zázvorotvaré, (Zingiberales) je řád jednoděložných rostlin.

## Pojetí řádu
Pojetí řádu se v jednotlivých taxonomických systémech měnilo. Starší taxonomické systémy měly někdy řád úžeji vymezen a rozlišovaly ještě několik dalších menších řádů, jako např. Tachtadžjanův systém. Jedná se však o poměrně vyhraněnou skupinu rostlin, proto změny nebyly takové, jako u jiných řádů. Např. Cronquistův systém má řád stejně vymezen jako systém APG II.

## Popis
Je to řád s téměř výhradně tropickým rozšířením, nejvýše lehce přesahuje do subtropů. V Evropě jako původní zcela chybí. Jedná se o většinou vytrvalé, často robustní, byliny, zřídka netypické dřeviny, často s oddenky. Jsou jednodomé s oboupohlavnými květy, zřídka jednopohlavnými. Listy střídavé, jednoduché, řapíkaté nebo řidčeji přisedlé. Čepele jsou zpravidla čárkovité, kopinaté, podlouhlé až vejčité, celokrajné, žilnatina je většinou zpeřená či zpeřeně souběžná. Někdy se čepele podél žilek trhají a vypadají zdánlivě jako zpeřeně složené. Květy jsou převážně v květenstvích, často složených, často s nápadnými a vybarvenými listeny. Pro řád jsou typické výrazně nepravidelné zygomorfické až zcela asymetrické květy. Okvětní lístky bývají nestejné, někdy dost atypické, někdy jsou rozlišeny na kalich a korunu, bývá jich 6. Fertilních tyčinek bývá 1-5, další jsou často přeměny na staminodia. Ta jsou často petaloidní (napodobují korunu), někdy může být petaloidní i tyčinka nebo čnělka a často se vytváří labellum, petaloidní staminodia někdy bývají nápadnější než vlastní koruna. Gyneceum je srostlé nejčastěji ze 3 plodolistů, semeník je většinou spodní, řidčeji svrchní. Plodem je nejčastěji tobolka nebo bobule.

## čeledi podle APG II
|  | strelíciovité Streliziaceae |
|  |                             |
|  | Lowiaceae                   |
|  |                             |

|  | dosnovité Cannaceae     |
|  |                         |
|  | marantovité Marantaceae |
|  |                         |

|  | zázvorníkovité Zingiberaceae |
|  |                              |
|  | Costaceae                    |
|  |                              |

|  | dosnovité Cannaceae     |
|  |                         |
|  | marantovité Marantaceae |
|  |                         |

|  | zázvorníkovité Zingiberaceae |
|  |                              |
|  | Costaceae                    |
|  |                              |

|  | strelíciovité Streliziaceae |
|  |                             |
|  | Lowiaceae                   |
|  |                             |

|  | dosnovité Cannaceae     |
|  |                         |
|  | marantovité Marantaceae |
|  |                         |

|  | zázvorníkovité Zingiberaceae |
|  |                              |
|  | Costaceae                    |
|  |                              |

|  | dosnovité Cannaceae     |
|  |                         |
|  | marantovité Marantaceae |
|  |                         |

|  | zázvorníkovité Zingiberaceae |
|  |                              |
|  | Costaceae                    |
|  |                              |

|  | strelíciovité Streliziaceae |
|  |                             |
|  | Lowiaceae                   |
|  |                             |

|  | dosnovité Cannaceae     |
|  |                         |
|  | marantovité Marantaceae |
|  |                         |

|  | zázvorníkovité Zingiberaceae |
|  |                              |
|  | Costaceae                    |
|  |                              |

|  | dosnovité Cannaceae     |
|  |                         |
|  | marantovité Marantaceae |
|  |                         |

|  | zázvorníkovité Zingiberaceae |
|  |                              |
|  | Costaceae                    |
|  |                              |

|  | strelíciovité Streliziaceae |
|  |                             |
|  | Lowiaceae                   |
|  |                             |

|  | dosnovité Cannaceae     |
|  |                         |
|  | marantovité Marantaceae |
|  |                         |

|  | zázvorníkovité Zingiberaceae |
|  |                              |
|  | Costaceae                    |
|  |                              |

|  | dosnovité Cannaceae     |
|  |                         |
|  | marantovité Marantaceae |
|  |                         |

|  | zázvorníkovité Zingiberaceae |
|  |                              |
|  | Costaceae                    |
|  |                              |

|  | strelíciovité Streliziaceae |
|  |                             |
|  | Lowiaceae                   |
|  |                             |

|  | dosnovité Cannaceae     |
|  |                         |
|  | marantovité Marantaceae |
|  |                         |

|  | zázvorníkovité Zingiberaceae |
|  |                              |
|  | Costaceae                    |
|  |                              |

|  | dosnovité Cannaceae     |
|  |                         |
|  | marantovité Marantaceae |
|  |                         |

|  | zázvorníkovité Zingiberaceae |
|  |                              |
|  | Costaceae                    |
|  |                              |

|  | strelíciovité Streliziaceae |
|  |                             |
|  | Lowiaceae                   |
|  |                             |

|  | dosnovité Cannaceae     |
|  |                         |
|  | marantovité Marantaceae |
|  |                         |

|  | zázvorníkovité Zingiberaceae |
|  |                              |
|  | Costaceae                    |
|  |                              |

|  | dosnovité Cannaceae     |
|  |                         |
|  | marantovité Marantaceae |
|  |                         |

|  | zázvorníkovité Zingiberaceae |
|  |                              |
|  | Costaceae                    |
|  |                              |

|  | strelíciovité Streliziaceae |
|  |                             |
|  | Lowiaceae                   |
|  |                             |

|  | dosnovité Cannaceae     |
|  |                         |
|  | marantovité Marantaceae |
|  |                         |

|  | zázvorníkovité Zingiberaceae |
|  |                              |
|  | Costaceae                    |
|  |                              |

|  | dosnovité Cannaceae     |
|  |                         |
|  | marantovité Marantaceae |
|  |                         |

|  | zázvorníkovité Zingiberaceae |
|  |                              |
|  | Costaceae                    |
|  |                              |

|  | strelíciovité Streliziaceae |
|  |                             |
|  | Lowiaceae                   |
|  |                             |

|  | dosnovité Cannaceae     |
|  |                         |
|  | marantovité Marantaceae |
|  |                         |

|  | zázvorníkovité Zingiberaceae |
|  |                              |
|  | Costaceae                    |
|  |                              |

|  | dosnovité Cannaceae     |
|  |                         |
|  | marantovité Marantaceae |
|  |                         |

|  | zázvorníkovité Zingiberaceae |
|  |                              |
|  | Costaceae                    |
|  |                              |